# خورخي برلزا
خورخي برلزا (بالإسبانية: Jorge Perlaza)‏ هو لاعب كرة قدم كولومبي في مركز الهجوم، ولد في 11 أكتوبر 1985 في غوابي، كاوكا ‏ في كولومبيا. شارك مع منتخب كولومبيا لكرة القدم. أما مع النوادي، فقد لعب مع أتليتيكو هويلا وبورتلاند تمبرز وديبورتيس توليما وديبورتيس كوينديو وديبورتيفو باستو وفيلادلفيا يونيون ونادي ميلوناريوس.

## وصلات خارجية
- خورخي برلزا على موقع الدوري الأمريكي (الإنجليزية)
- خورخي برلزا على موقع قاعدة بيانات كرة القدم.إي يو (الإنجليزية)
- خورخي برلزا على موقع ناشيونال فوتبول تيمز (الإنجليزية)
- خورخي برلزا على موقع Soccerway.com (الإنجليزية)